# Petroica goodenovii
O Pintarroxo-de-capa-vermelha (Petroica goodenovii) é uma pequena ave passariforme nativa da Australia. Encontra-se em regiões mais secas ao longo  da maior parte do continente, habita em terra mestiça e madeireira aberta. Tal como muitos pintarroxos de cores claras, da família Petroicidae, é sexualmente dismorfico. Medindo entre 10.5–12.5 cm (4–5 in) em comprimento, o Pintarroxo tem uma pequena cauda preta e olhos e patas castanho-escuros. O macho tem uma distinta capa vermelha e peito vermelho, partes de cima preta. As partes baixas e ombros são brancos. A fêmea é de um castanho-cinzento. Esta espécie usa uma variedade de canções, e os machos geralmente cantam para defender territórios e atrair as fêmeas. Os pássaros encontram-se em pares ou em pequenos grupos, mas o  seu comportamento social tem sido pouco estudado.
A posição do Pintarroxo de capa vermelha não é clara; ele e os seus parentes não estão relacionados com os Pintarroxos da América e da Europa mas parecem ser descendentes dos canários infraordem Passerida. O Pintarroxo de capa vermelha é predominantemente um pássaro que se alimenta no chão e a sua presa consiste em insetos e aranhas. Embora muito espalhado, é comum em muitas gamas e tem diminuído em algumas áreas da atividade humana.